# مالادزيشنا
مالادزيشنا (بالإنجليزية: Maladzyechna)‏ هي مدينة تتبع Maladzyechna district ‏ . وهي عاصمة Molodechno Region ‏، وMaladzyechna district ‏ . بلغ عدد سكانها 94282  نسمة في 14 أكتوبر 2009 . تبلغ مساحتها 30 كيلومتر مربع .

## مدن توأم
المدن التوأم:
- إسلينغن آم نيكار
- كولومنا.

## أعلام
- دزمتري أساناو